# Atlético Guanare (femenino)
El Atlético Guanare (femenino) del Fútbol femenino. Es un equipo aficionado de fútbol femenino, filial del Atlético Guanare, y actualmente participa en la Liga Nacional de Fútbol Femenino de Venezuela, la categoría nacional aficionada del fútbol femenino en Venezuela.

## Historia
Atlético Guanare (Femenino)

### Uniforme
- Uniforme titular: camiseta , pantalón , medias .
- Uniforme alternativo: camiseta , pantalón , .

#### Indumentaria y patrocinador
| Periodo       | Proveedor        |
| ------------- | ---------------- |
| 2015-presente | Sin Indumentaria |

| Periodo         | Patrocinador     |
| --------------- | ---------------- |
| 2015-Actualidad | Sin patrocinador |

## Instalaciones

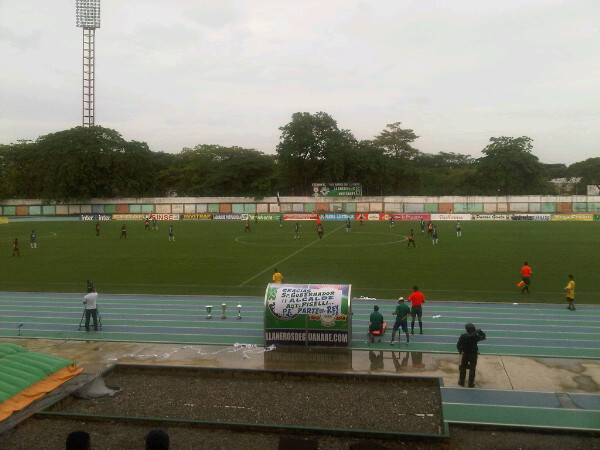
Vista del Estadio Rafael Calles Pinto.

El Estadio Rafael Calles Pinto, es una infraestructura deportiva usada comúnmente para la práctica del fútbol, ubicada en la ciudad de Guanare, tiene una capacidad de al menos unos 6 mil espectadores. Recientemente y a través del IND se inició se proyectó el proceso de reparación de esta estructura que incluía el techado de la tribuna principal, reconstrucción de la cerca perimetral, construcción del edificio administrativo y ampliación de las gradas. Donde el equipo Atlético Guanare (Femenino) juega de local
En el Club Deportivo Corpoelec Guanare Estado Portuguesa Venezuela entrenan para preparase de cara al encuentro ...

## Entrenadores
| Entrenador | Período       |
| ---------- | ------------- |
| [[]]       | 2015-presente |

## Actual Directiva 2016
| Cargo             | Nombre               |
| ----------------- | -------------------- |
| Presidente        | Bandera de Venezuela |
| Director Técnico  | Bandera de Venezuela |
| Asistente Técnico | Bandera de Venezuela |
| Preparador Físico | Bandera de Venezuela |
| Utilero           | Bandera de Venezuela |
| Fisio Terapeuta   | Bandera de Venezuela |

## Palmarés
- Liga Nacional de Fútbol Femenino de Venezuela (0):

- Copa Venezuela de Fútbol Femenino (0):